# George Trefgarne (1er baron Trefgarne)
George Morgan Trefgarne, 1er baron Trefgarne (né George Garro-Jones ; 14 septembre 1894 - 27 septembre 1960) est un homme politique libéral britannique, puis travailliste, avocat, homme d'affaires et rédacteur en chef du Daily Dispatch. 

## Biographie
George Garro-Jones est né à Haverfordwest, au Pays de Galles, le 14 septembre 1894. 
Il est secrétaire privé de Sir Hamar Greenwood de 1919 à 1922  quand Greenwood est Secrétaire au Commerce extérieur, puis secrétaire en chef pour l'Irlande, ministre libéral du gouvernement de coalition dirigé par David Lloyd George. 
Cette étroite association conduit Garro-Jones à se porter candidat comme libéral national aux élections générales de 1922. Il est sélectionné pour Bethnal Green North East, où le député libéral en place, également partisan du gouvernement de coalition, prenait sa retraite. Cependant, la tâche de Garro-Jones de conserver le siège est rendue difficile lorsque les partenaires de la coalition des libéraux nationaux, les unionistes, ont décidé de mettre fin à la coalition, avec un candidat contre lui. Pour aggraver les choses, il ne pouvait pas compter sur le soutien de l'Association libérale locale, un candidat de l'opposition de Herbert Henry Asquith se présente aussi. Il est finalement battu. 
Garro-Jones est choisi comme candidat libéral aux élections générales de 1923 pour le siège unioniste de Hackney South. Aucun candidat libéral ne s'était présenté là lors des élections précédentes, ce qui n'était donc pas considéré comme une perspective particulièrement bonne. Le candidat travailliste gagne, mais Garro-Jones obtient plus de votes que le député sortant qui arrive troisième. 
Il n'a dû attendre qu'un an de plus pour que l'occasion d'entrer au Parlement se présente à nouveau. Il est de nouveau choisi comme candidat libéral pour Hackney South. Cependant, cette fois, il n'y avait pas de candidat unioniste et il bat son adversaire travailliste. 
Il gagne lors d'une élection qui a vu un grand nombre de libéraux perdre leur siège. Il s'est retiré lors des élections de 1929 et rejoint peu après le Parti travailliste. Il est élu député travailliste d'Aberdeen North lors des élections générales de 1935, occupant le siège jusqu'en 1945. 
Garro-Jones est élevé à la pairie en tant que baron Trefgarne, de Cleddau dans le comté de Pembroke, le 21 janvier 1947. En 1954, il prend le nom de famille de Trefgarne au lieu de son patronyme. Il est remplacé par son fils David, ministre du gouvernement conservateur. 